# Thomas Zangerl
Thomas Zangerl (Kufstein, 10 de junio de 1983) es un deportista austríaco que compitió en esquí acrobático. Ganó una medalla de plata en el Campeonato Mundial de Esquí Acrobático de 2009, en la prueba de campo a través.

## Medallero internacional
| Campeonato Mundial | Campeonato Mundial | Campeonato Mundial | Campeonato Mundial |
| Año                | Lugar              | Medalla            | Competición        |
| ------------------ | ------------------ | ------------------ | ------------------ |
| 2009               | Inawashiro (Japón) | Medalla de plata   | Campo a través     |